# Brigi Rafini
Brigi Rafini (sinh ngày 7 tháng 4 năm 1953) là chính trị gia Niger, giữ chức Thủ tướng Niger từ năm 2011. Là người gốc ở Iférouane thuộc khu vực Agadez và là người Tuareg. Rafini là Bộ trưởng Nông nghiệp trong những năm cuối thập niên 1980 và lần thứ tư giữ chức Phó Chủ tịch Quốc hội nước Niger từ năm 2004 đến 2009. Ông được bổ nhiệm làm Thủ tướng sau khi Mahamadou Issoufou nhậm chức Tổng thống vào ngày 7 tháng 4 năm 2011.